# Margherita di Connaught
Margherita di Connaught e Strathearn CI, VA (nome completo  Margaret Victoria Charlotte Augusta Norah Saxe-Coburg and Gotha, fino al 1917, poi Windsor), nata principessa del Regno Unito di Gran Bretagna e Irlanda (e, fino al 1917, Principessa di Sassonia-Coburgo e Gotha, Duchessa in Sassonia) (Bagshot Park, 15 gennaio 1882 – Stoccolma, 1º maggio 1920) fu principessa della corona di Svezia e duchessa di Scania come consorte del futuro Gustavo VI Adolfo di Svezia (1882-1973).

## Biografia

### Giovinezza
La principessa Margherita nacque il 15 gennaio 1882 a Bagshot Park, venendo battezzata l'11 marzo nella Cappella di San Giorgio, a Windsor. Era la figlia del principe Arturo, Duca di Connaught e Strathearn, e della principessa Luisa Margherita di Prussia, quindi Margherita era nipote della regina Vittoria del Regno Unito e dell'imperatore Guglielmo I di Germania.

### Matrimonio
All'inizio del XX secolo Margherita e la sorella Patricia erano tra le principesse più affascinanti e ambite d'Europa, difatti lo zio Edoardo VII sperava per loro un'unione con un sovrano od un principe ereditario. Nel gennaio del 1905 la famiglia Connaught visitò il Portogallo, incontrando così i sovrani Carlo e Amelia, assieme al duca di Braganza Luigi Filippo ed il principe Manuele, molti quindi speravano che una delle due sorelle Connaught potesse divenire la futura regina del Portogallo.
Successivamente il Duca e la famiglia continuarono il loro viaggio in Egitto, dove incontrarono il principe Gustavo Adolfo di Svezia. Margherita e Gustavo Adolfo si fidanzarono per poi sposarsi, nella Cappella del Castello di Windsor, il 15 giugno 1905. La coppia ebbe cinque figli:
- Gustavo Adolfo, Duca di Västerbotten
- Sigvard, Conte di Wisborg
- Ingrid, Regina di Danimarca
- Bertil, Duca di Halland
- Carlo Giovanni, Duca di Dalarna

### Principessa ereditaria
Nel 1907 Oscar II di Svezia, nonno di Gustavo Adolfo, morì ed il trono passò al primogenito Gustavo V, rendendo così Margherita "Principessa Ereditaria di Svezia". Margherita, giunta in Svezia, ricevette lezioni riguardante la cultura, la lingua, la storia ed il benessere sociale della Svezia, riuscendo in due anni a parlare bene lo svedese. La principessa aveva un grande interesse per lo sport, come lo sci, pattinaggio sul ghiaccio ed hockey, tanto che nel 1908 creò il primo club femminile di bandy. Era inoltre interessata al giardinaggio, all'arte dedicandosi alla pittura ed alla fotografia, ammirando specialmente le opere di Claude Monet.
Con lo scoppio della Prima guerra mondiale, alla quale la Svezia di dichiarò neutrale, Margherita creò nel 1915 una società di cucito, per sostenere la Croce Rossa, che prese il nome di "Kronprinsessans Centralförråd för landstormsmäns beklädnad och ükkurning" (Il deposito centrale della principessa ereditaria per l'abbigliamento e l'equipaggiamento della guardia domestica). Nel 1917 Margherita istituì un programma per insegnare alle ragazze a lavorare la terra, poiché a quel tempo vi era scarsità di paraffina. Prestò aiuto anche a trasmettere lettere private e richieste di rintracciare uomini dispersi e inoltre si impegnò nei confronti dei prigionieri di guerra nei campi di tutta l'Europa, ma in particolare per i cittadini britannici; gli sforzi di Margherita durante la guerra furono filo-britannici, che andavano in contrasto con l'atteggiamento strettamente filo-tedesco della suocera, la regina Vittoria di Baden, nonché prima cugina del Kaiser Guglielmo II di Germania.
Con la fine della guerra, in Svezia furono approvati gli ultimi emendamenti per la piena democrazia e Margherita, essendo favorevole, influenzò anche il marito, il principe ereditario, a differenza dei suoceri, Gustavo V e Vittoria, che erano ostili alle riforme. Comunque molti pensano che l'atteggiamento della principessa abbia allentato le tensioni politiche e preservato la monarchia svedese.

### Morte
Il 1º maggio 1920, giorno del 70º compleanno del padre Arturo, Margherita, incinta del sesto figlio, morì improvvisamente a Stoccolma a causa di un'infezione. Nell'annunciare la morte della Principessa ereditaria, il primo ministro svedese Hjalmar Branting disse: "il raggio di sole sul Palazzo di Stoccolma si è spento". I funerali furono celebrati nella Cattedrale di Stoccolma.

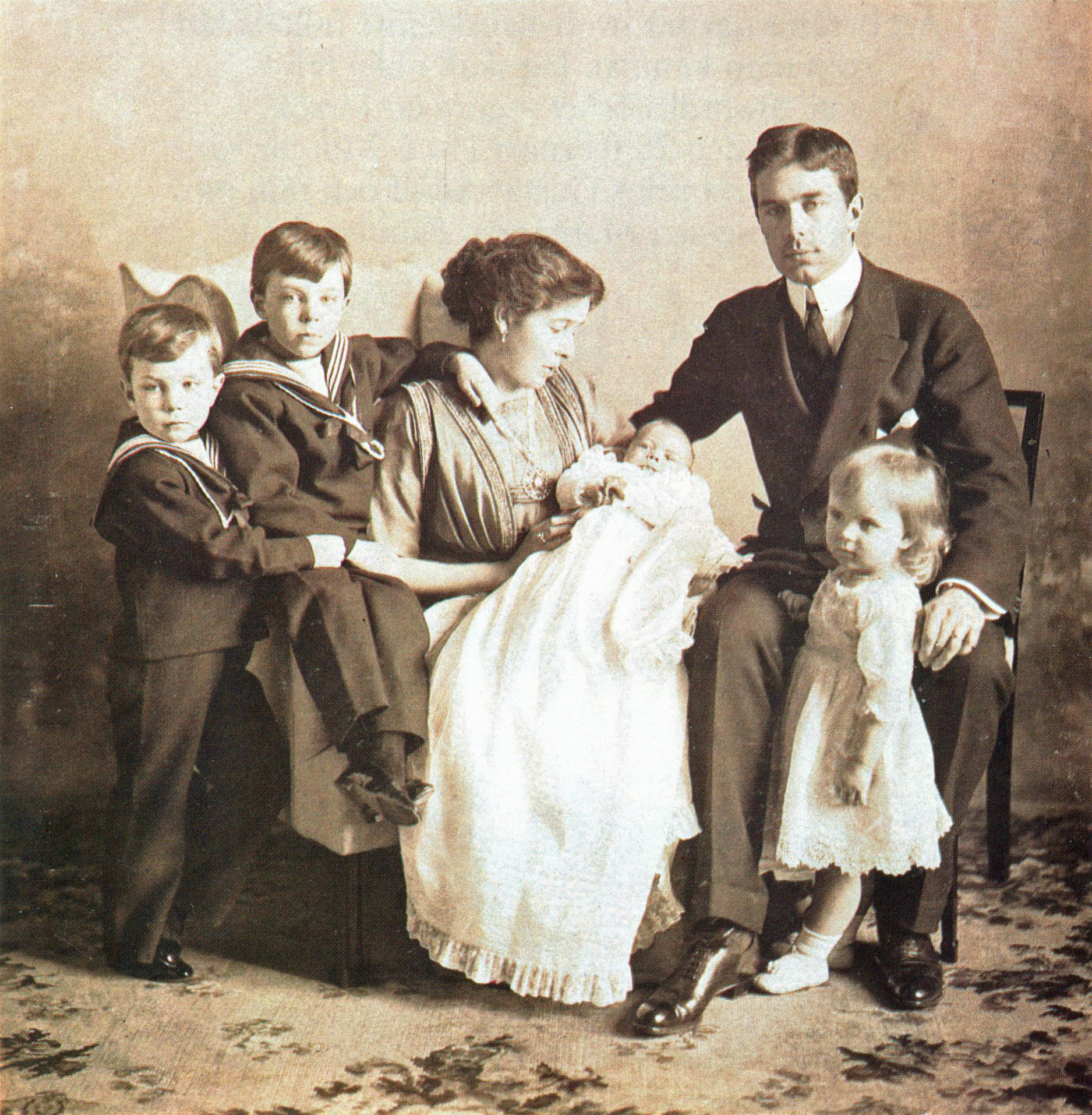
La coppia reale assieme ai figli nel 1912.

## Discendenza
Dal suo matrimonio nacquero cinque figli:
- Gustavo Adolfo, principe di Svezia e duca di Västerbotten, nato nel 1906 e morto nel 1947 in un incidente aereo; sposato con Sibilla di Sassonia-Coburgo-Gotha. Ebbe 5 figli.
- Sigvard, principe di Svezia e duca di Uppland, poi conte di Wisborg, nato nel 1907 e morto nel 2002; sposato 3 volte, 1 solo figlio dal secondo matrimonio.
- Ingrid, regina di Danimarca, nata nel 1910 e morta nel 2000; sposata con Federico IX di Danimarca. Ebbe 3 figli.
- Bertil, principe di Svezia e duca di Halland, nato nel 1912 e morto nel 1997; sposato con Lilian, duchessa di Halland.
- Carlo Giovanni, principe di Svezia e duca di Dalecarlia, poi conte di Wisborg, nato nel 1916 e morto nel 2012. Sposato 2 volte, ha adottato 2 figli con la prima moglie.

## Ascendenza
|                                      |                  |                                       | Genitori                                        |  |  | Nonni |  |  | Bisnonni                            |  |  | Trisnonni                                       |  |
|                                      |                  |                                       |                                                 |  |  |       |  |  | Ernesto I di Sassonia-Coburgo-Gotha |  |  | Francesco Federico di Sassonia-Coburgo-Saalfeld |  |
|                                      |                  |                                       |                                                 |  |  |       |  |  | Ernesto I di Sassonia-Coburgo-Gotha |  |  | Francesco Federico di Sassonia-Coburgo-Saalfeld |  |
|                                      |                  | Augusta di Reuss-Ebersdorf            |                                                 |  |  |       |  |  | Ernesto I di Sassonia-Coburgo-Gotha |  |  |                                                 |  |
| Alberto di Sassonia-Coburgo-Gotha    |                  |                                       |                                                 |  |  |       |  |  | Ernesto I di Sassonia-Coburgo-Gotha |  |  |                                                 |  |
|                                      |                  | Luisa di Sassonia-Gotha-Altenburg     | Augusto di Sassonia-Gotha-Altenburg             |  |  |       |  |  |                                     |  |  |                                                 |  |
|                                      |                  | Luisa di Sassonia-Gotha-Altenburg     | Augusto di Sassonia-Gotha-Altenburg             |  |  |       |  |  |                                     |  |  |                                                 |  |
|                                      |                  | Luisa di Sassonia-Gotha-Altenburg     | Luisa Carlotta di Meclemburgo-Schwerin          |  |  |       |  |  |                                     |  |  |                                                 |  |
| Arturo di Sassonia-Coburgo-Gotha     |                  | Luisa di Sassonia-Gotha-Altenburg     |                                                 |  |  |       |  |  |                                     |  |  |                                                 |  |
|                                      |                  | Edoardo Augusto di Hannover           | Giorgio III del Regno Unito                     |  |  |       |  |  |                                     |  |  |                                                 |  |
|                                      |                  | Edoardo Augusto di Hannover           | Giorgio III del Regno Unito                     |  |  |       |  |  |                                     |  |  |                                                 |  |
|                                      |                  | Edoardo Augusto di Hannover           | Carlotta di Meclemburgo-Strelitz                |  |  |       |  |  |                                     |  |  |                                                 |  |
| Vittoria del Regno Unito             |                  | Edoardo Augusto di Hannover           |                                                 |  |  |       |  |  |                                     |  |  |                                                 |  |
|                                      |                  | Vittoria di Sassonia-Coburgo-Saalfeld | Francesco Federico di Sassonia-Coburgo-Saalfeld |  |  |       |  |  |                                     |  |  |                                                 |  |
|                                      |                  | Vittoria di Sassonia-Coburgo-Saalfeld | Francesco Federico di Sassonia-Coburgo-Saalfeld |  |  |       |  |  |                                     |  |  |                                                 |  |
|                                      |                  | Vittoria di Sassonia-Coburgo-Saalfeld | Augusta di Reuss-Ebersdorf                      |  |  |       |  |  |                                     |  |  |                                                 |  |
| Margherita di Sassonia-Coburgo-Gotha |                  | Vittoria di Sassonia-Coburgo-Saalfeld |                                                 |  |  |       |  |  |                                     |  |  |                                                 |  |
|                                      | Carlo di Prussia | Federico Guglielmo III di Prussia     |                                                 |  |  |       |  |  |                                     |  |  |                                                 |  |
|                                      | Carlo di Prussia | Federico Guglielmo III di Prussia     |                                                 |  |  |       |  |  |                                     |  |  |                                                 |  |
|                                      | Carlo di Prussia | Luisa di Meclemburgo-Strelitz         |                                                 |  |  |       |  |  |                                     |  |  |                                                 |  |
| Federico Carlo di Prussia            | Carlo di Prussia |                                       |                                                 |  |  |       |  |  |                                     |  |  |                                                 |  |
|                                      |                  | Maria di Sassonia-Weimar-Eisenach     | Carlo Federico di Sassonia-Weimar-Eisenach      |  |  |       |  |  |                                     |  |  |                                                 |  |
|                                      |                  | Maria di Sassonia-Weimar-Eisenach     | Carlo Federico di Sassonia-Weimar-Eisenach      |  |  |       |  |  |                                     |  |  |                                                 |  |
|                                      |                  | Maria di Sassonia-Weimar-Eisenach     | Marija Pavlovna Romanova                        |  |  |       |  |  |                                     |  |  |                                                 |  |
| Luisa Margherita di Prussia          |                  | Maria di Sassonia-Weimar-Eisenach     |                                                 |  |  |       |  |  |                                     |  |  |                                                 |  |
|                                      |                  | Leopoldo IV di Anhalt-Dessau          | Federico di Anhalt-Dessau                       |  |  |       |  |  |                                     |  |  |                                                 |  |
|                                      |                  | Leopoldo IV di Anhalt-Dessau          | Federico di Anhalt-Dessau                       |  |  |       |  |  |                                     |  |  |                                                 |  |
|                                      |                  | Leopoldo IV di Anhalt-Dessau          | Amalia d'Assia-Homburg                          |  |  |       |  |  |                                     |  |  |                                                 |  |
| Maria Anna di Anhalt                 |                  | Leopoldo IV di Anhalt-Dessau          |                                                 |  |  |       |  |  |                                     |  |  |                                                 |  |
|                                      |                  | Federica di Prussia                   | Luigi Carlo di Prussia                          |  |  |       |  |  |                                     |  |  |                                                 |  |
|                                      |                  | Federica di Prussia                   | Luigi Carlo di Prussia                          |  |  |       |  |  |                                     |  |  |                                                 |  |
|                                      |                  | Federica di Prussia                   | Federica di Meclemburgo-Strelitz                |  |  |       |  |  |                                     |  |  |                                                 |  |
|                                      |                  | Federica di Prussia                   |                                                 |  |  |       |  |  |                                     |  |  |                                                 |  |